# ソニーチョコレート事件
ソニーチョコレート事件（ソニーチョコレートじけん）は、1964年に起きた、ソニーの商標を他企業が食品分野で商標登録した事件で、不正競争防止法上の著名表示冒用行為について争われた。

## ソニーチョコレートの発売
東京都台東区浅草の菓子店ハナフジが、当時世界的知名度を高めつつあったソニーの商標が第9類他にしか登録されていないことを知り、1964年に「ソニー・フーズ」(Sony Foods)に商号を変更して法人化するとともに、第30類で商標を取得。パッケージにソニーのロゴ同様のもの(ローマン体のSONY)を用いてソニーチョコレートという商品名で発売した。ロゴの他にソニー坊やそっくりのゴルフ坊やなるイラスト入りであった。
ソニーチョコレートの反響は大きく、「ソニーが菓子業界に新規参入。」「ソニーが発売したものだから品質・味ともに良いものに違いない。」などの誤解による評判でかなりの売れ行きがあった。
また、ハナフジ以外のメーカーからは他の類似商品としてソニー石鹸・ソニーネクタイ等の模倣商品まで出回ることになった。

## ソニーの対応
商標法上は、一般的には類似しない商品区分であれば同じ商標を登録可能であるため、ソニーが商標登録した区分以外でソニー商標を登録すること自体は違法ではないこともある。ただし、ソニーの商標は当時から周知であったことから商標法4条1項15号の無効理由に該当した可能性があるし、著名表示の名声や信用にただ乗りすることは、不正競争防止法上の著名表示冒用行為に当たる可能性もある。
ソニーは、ソニー・フーズによるソニー商標の使用は不正競争防止法違反に当たるとして、商号・商標の使用差止の仮処分を求める民事訴訟を提起した。この裁判は、日本において不正競争防止法上の著名表示冒用行為について争われた初期の事例で、約5年の歳月を要した末、判決までには至らなかったものの、ソニー・フーズが商号の変更と商品の発売中止を行うという和解で双方が合意した。
ソニー・フーズはその後廃業した。ソニーはこの事件を教訓にして日本
及び世界約170か国のあらゆる商標分類に登録を申請し権利取得した。

## 参考資料
- 下村満子・盛田昭夫『新版 MADE IN JAPAN わが体験的国際戦略』PHP研究所、2012年。ISBN 978-4569801919。
- 江波戸哲夫『小説 盛田昭夫学校 上 第6章 ソニーチョコレートとアメリカ滞在』プレジデント社、2005年。ISBN 4-8334-1820-7。